# Alice Mason
Alice Trumbull Mason (Litchfield, 1904-Nueva York, 1971) fue una pintora abstracta estadounidense. 

## Biografía
Descendía del famoso pintor de historia John Trumbull a través de su padre. De joven viajó por Europa. A partir de 1921, estudió arte en Roma y asistió a la Academia Británica en 1923. Se instaló en Nueva York en 1927 y recibió la influencia del artista abstracto Arshile Gorky. También estudió con Charles Webster Hawthorne en la Academia Nacional de Dibujo de Estados Unidos, donde entabló amistad con los artistas Esphyr Slobodkina e Ilya Bolotowsky.
Si bien sus primeras obras eran biomórficas o de abstracción pura, su conocimiento de la arquitectura bizantina infundió posteriormente una dimensión arquitectónica a sus composiciones. Continuó sus estudios en las Grand Central Art Galleries hasta 1931. Más tarde escribió que se dedicó a la abstracción en 1929: "Después de pintar felizmente estas cosas realistas, me dije a mí misma: '¿Qué es lo que realmente sé? Conocía la forma de mi lienzo y el uso de mis colores y me sentía completamente feliz de no regirme ya por la representación de las cosas".
Se casó con Warwood Mason, un capitán de barco, en 1928 o 1930. Tuvieron dos hijos. Su hija Emily Mason (1932–2019) también se convirtió en pintora abstracta. Alice Trumbull Mason se dedicó a la poesía y mantuvo correspondencia con Gertrude Stein antes de retomar la pintura en 1934. Ayudó a fundar la asociación American Abstract Artists en 1936. En la década de 1940 comenzó a trabajar en el estudio Atelier 17, donde creó grabados y xilografías.
Expuso por primera vez en Nueva York en 1942. Sus obras recibieron poco reconocimiento en vida. Tras la muerte de su hijo en 1958, luchó contra la depresión y el alcoholismo. Pintó su última obra en 1969 y murió en Nueva York en 1971. Fue sepultada en el cementerio de Milford (Connecticut). Dos años después, el Museo Whitney de Arte Estadounidense organizó una exposición retrospectiva de sus obras.